# Каширский, Никита Сергеевич
Никита Сергеевич Каширский (род. 25 января 1985, Москва) — российский хоккеист, центральный нападающий.

## Карьера
В Америку попал благодаря брату Егору из Джорджтауновской школы в городе Бетесда, пригороде Вашингтона, в которую поступил в 17 лет. Когда Каширскому было 14 лет, брат по обмену уехал учиться в Университет Колорадо. Большую часть карьеры провёл в Университетской лиге Америки а также пробовал свои силы в лиге Восточного побережья (ECHL) и Американской хоккейной лиге (AHL). Проходил стажировку в тренировочном лагере «Вашингтон Кэпиталз».
В сезоне 2012/2013 заключил просмотровой контракт с московским «Спартаком». Прошёл предсезонную подготовку, принял участие в товарищеских матчах, а также отметился заброшенной шайбой в матче против московского «Динамо», на Кубке губернатора Нижегородской области. 24 августа 2013 года подписал полноценный контракт со «Спартаком». Дебютировал в КХЛ 8 сентября, в гостевом матче против пражского «Льва». Этот матч остался единственным для хоккеиста в КХЛ. 3 октября руководство «Спартака» приняло решение о расторжении контракта. После этого Каширский недолгое время находился без клуба, а позже хоккеист вернулся в Соединённые штаты, где подписал контракт с клубом ECHL — «Рединг Роялз».
С сезона 2013/2014 — в системе клуба Британской элитной хоккейной лиге (EIHL) — «Данди Старс», ассистент главного тренера «Данди», Джеффа Хатчинса, и игрок.

## Достижения
- Обладатель Кубка Келли 2008/09 в составе «Саут Каролина Стингрейс»
- Обладатель Кубка Келли 2012/13 в составе «Рединг Роялз»